# Sebeș
Sebeș (AFI: /ˈsebeʃ/, in ungherese Szászsebes, in tedesco Mühlbach), è un municipio della Romania di 26 490 abitanti, ubicata nel distretto di Alba, nella regione storica della Transilvania.

## Origine e storia
Nei documenti più antichi che attestano l'esistenza di Sebeș, la città è denominata «Malebach» (1245), «Millenbach» (1309), nomi che derivano dal tedesco «Malemboch», che significa «il fiume che trasporta molte rocce», corrispondente alla geografia della città.
L'opera di Johannes Tröster Das alt und neue Teutsche Dacia pubblicata nel 1666 a Norimberga fissa la data di fondazione della città nel 1150. Si ritiene che in questa zona ci fosse un precedente insediamento rurale, con popolazione rumena e pecenega, situato a est della città odierna. La città stessa fu costruita da coloni tedeschi – in seguito chiamati sassoni della Transilvania, ma in realtà originari della regione del Reno e della Mosella – sul territorio del Regno medievale d'Ungheria nella seconda metà del XII secolo e divenne un'importante città della Transilvania medievale. Le sue mura cittadine furono rinforzate dopo le invasioni tartare (mongole) del 1241–1242. L'antica basilica romanica a due torri fu ricostruita in stile primo gotico. L'attuale torre fu costruita sulle fondamenta delle due torri originarie, e la navata centrale fu completamente rifatta.
Il XIV secolo portò con sé un periodo di sviluppo della città, che venne elencata nel 1376 come terza importanza commerciale tra le città sassoni. Un atto reale del 1387 sancisce il diritto di Sebeș di costruire le mura della fortezza, sebbene la loro costruzione fosse probabilmente iniziata prima della metà del XIV secolo. Diventa così, nonostante le sue piccole dimensioni, la prima città della Transilvania ad essere completamente circondata da fortificazioni in muratura. Per questo motivo l'attacco dell'Impero Ottomano nel 1438 trovò Sebeș difesa da una cinta di mura non molto spesse, con torri e due porte. Memorabile è la resistenza solitaria di una delle torri: quella dello "Studente".
Nel 1485 il re d'Ungheria Mattia Corvino concesse alla città una serie di privilegi per completare le fortificazioni. Le modifiche più importanti vengono effettuate alla chiesa, il cui muro è stato sopraelevato. La fortificazione rimane modesta e comprende 8 torri (di cui una interna) e due porte dotate di barbacani. Le ultime tracce del fossato che circondava la città furono trasformate nell'ultima parte del XIX secolo nel laghetto del parco cittadino.
Dopo la pandemia di peste del 1738, la popolazione della città diminuì notevolmente; la città fu in buona parte salvata dall'arrivo della seconda ondata di coloni dall'area tedesca, più precisamente da Baden-Durlach (a partire dal 1748) e da Hanau (1770).
Dopo l'unione con la Romania nel dicembre 1918, il primo sindaco della città fu Lionel Blaga, fratello del poeta e filosofo rumeno Lucian Blaga, nato nel vicino villaggio di Lancrăm.
Il voivoda della Transilvania Giovanni I d'Ungheria morì a Sebeș nel 1540. La Dieta della Transilvania si riunì a Sebeș nel 1546, 1556, 1598 e 1600. Il luogo degli incontri, la casa Zápolya, è oggi un museo.

## Società

### Evoluzione demografica
Nel censimento del 1850, Sebeș aveva una popolazione totale di 8 701 abitanti, con una forte minoranza di tedeschi, dato che faceva parte dell'Impero austro-ungarico. L'evoluzione della popolazione, divisa per etnia, in base agli ultimi tre censimenti del 2002, 2011 e 2021 è la seguente:
|                 | Censimento 2002 | Censimento 2002 | Censimento 2011 | Censimento 2011 | Censimento 2021 | Censimento 2021 |
| --------------- | --------------- | --------------- | --------------- | --------------- | --------------- | --------------- |
| Totale          | 27 698          | 100%            | 27 019          | 100%            | 26 490          | 100%            |
| Rumeni          | 25 632          | 92,54%          | 22 429          | 83,01%          | 21 149          | 79,84%          |
| Ungheresi       | 212             | 0,77%           | 112             | 0,41%           | 70              | 0,26%           |
| Rom             | 1 385           | 5,00%           | 1 106           | 4,09%           | 1 236           | 4,67%           |
| Tedeschi        | 420             | 1,52%           | 255             | 0,94%           | 173             | 0,65%           |
| Ucraini         | 3               | 0,01%           | 2               | 0,01%           | 3               | 0,01%           |
| Italiani        | 39              | 0,14%           | 11              | 0,04            | 12              | 0,05%           |
| Altra etnia     | 7               | 0,03%           | 10              | 0,04%           | 21              | 0,08%           |
| Non disponibile | 0               | 0%              | 3 094           | 11,45%          | 3 826           | 14,44%          |

## Economia
Oggi Sebeș è una città con un'economia dinamica, avendo ricevuto nell'ultimo decennio importanti investimenti esteri: la lavorazione del legno e la lavorazione della pelletteria sono i principali settori dell'industria locale. Nel marzo 2015, il tasso di disoccupazione era inferiore al 2%, il più basso di qualsiasi altra città della Romania in quel momento.
Nell'aprile 2016, la Star Assembly, controllata di Daimler, ha iniziato a produrre i cambi automatici a nove velocità Mercedes-Benz a Sebeș.

### Gemellaggi

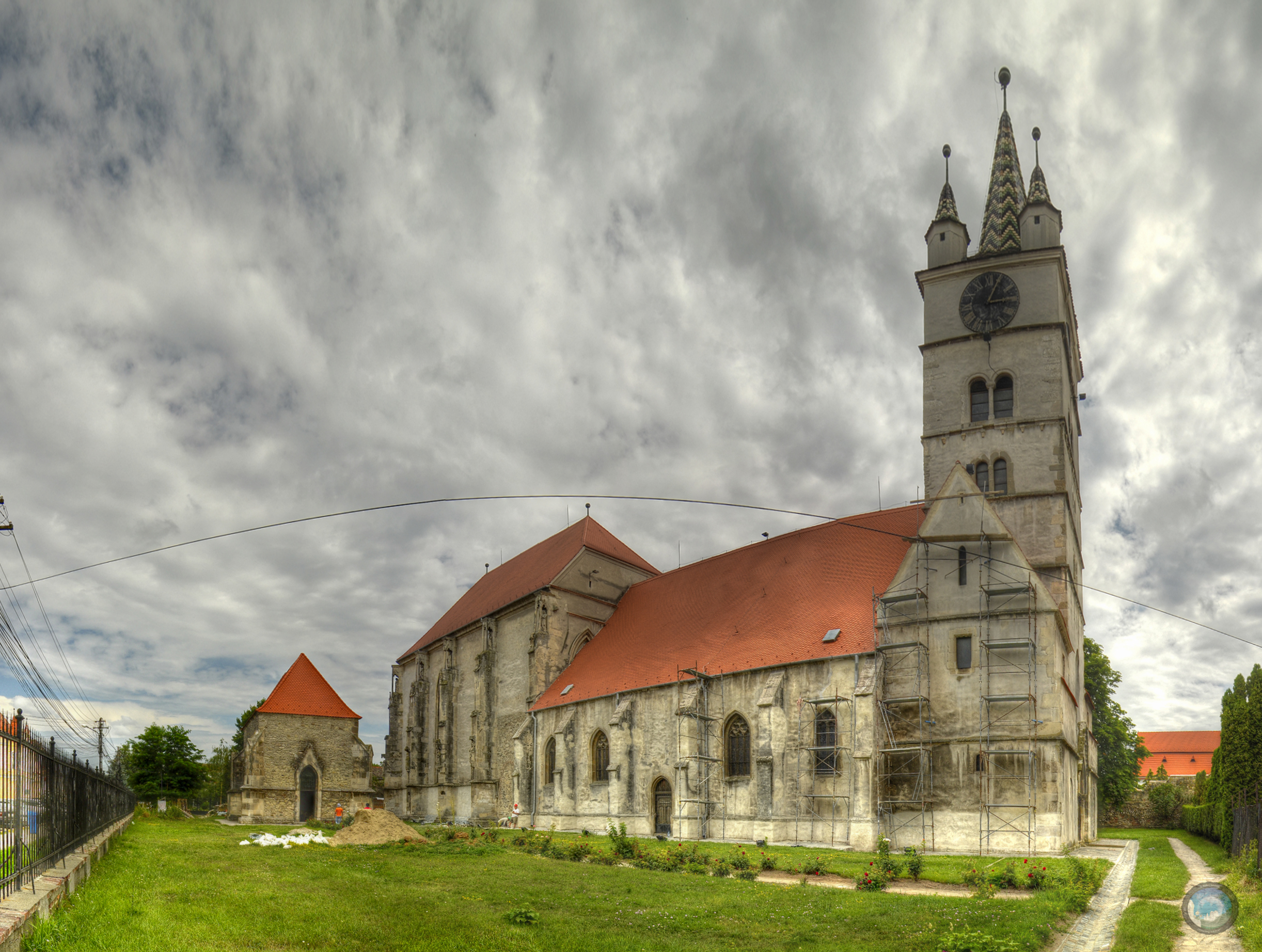
Chiesa protestante di Sebeș

## Amministrazione

### Gemellaggi[15]
- Komárno, Slovacchia
- Komárom, Ungheria
- Büdingen, Germania
- Strășeni, Moldavia
- Siderno, Italia